# Autostrada A-1 (Montenegro)
L'autostrada A-1 è un'autostrada montenegrina, che, al termine del progetto, congiungerà la città portuale di Antivari, sulla costa adriatica, con il confine serbo presso Boljare, congiungendosi alla A2 verso Belgrado. L'autostrada è stata finanziata con un prestito della Exim Bank of China da $944 milioni, facendo schizzare il debito montenegrino oltre il 90% del PIL.
La A-1, secondo il piano attuale, correrà parallela all'esistente strada maestra M-2. Il tratto tra Smokovac, presso Podgorica, e Mateševo, presso Kolašin, è terminato ed è stato aperto ufficialmente nel luglio 2022; i lavori sulle tratte da Antivari a Podgorica e da Mateševo al confine serbo non sono ancora iniziati.

## Tabella percorso
| / M-1.1 Sutomore-Virpazar |                                                      |      |      |          |                |
| Tipo                      | Indicazione                                          | ↓km↓ | ↑km↑ | Comune   | Strada europea |
|                           | Sutomore - Strada maestra M-1 inizio M1 in esercizio | 0,0  |      | Antivari |                |
|                           | Galleria Sozina (4189m)                              | --   |      | Antivari |                |
|                           | Barriera di Sozina                                   | --   |      | Antivari |                |
|                           | fine M1 in esercizio Virpazar - Strada maestra M-2   | 12,0 |      | Antivari |                |

| Bar-Boljare |                                                                   |       |      |              |                |
| Tipo        | Indicazione                                                       | ↓km↓  | ↑km↑ | Comune       | Strada europea |
|             | Strada maestra M-1.1 inizio progetto tratto autostradale          | --    |      | Antivari     |                |
|             | Ponte sul lago di Scutari                                         | --    |      | Antivari     |                |
|             | Podgorica Sud - Farmaci - Strada maestra M-10                     | --    |      | Podgorica    |                |
|             | Autostrada per la Erzegovina (proposta)                           | --    |      | Podgorica    |                |
|             | Zelenika                                                          | --    |      | Podgorica    |                |
|             | Podgorica Ovest - Tološi - Strada maestra M-3                     | --    |      | Podgorica    |                |
|             | fine tratto in progetto                                           | --    |      | Podgorica    |                |
|             | Podgorica Nord- Strada maestra M-2 inizio autostrada in esercizio | 0,0   |      | Podgorica    |                |
|             | Autostrada per l'Albania (proposta)                               | --    |      | Podgorica    |                |
|             | Barriera di Smokovac                                              | --    |      | Podgorica    |                |
|             | Area di sosta Odmorište                                           | 5,8   |      | Podgorica    |                |
|             | Pelev Brijeg                                                      | 17,9  |      | Podgorica    |                |
|             | Galleria Vjeternik (2.975m)                                       | --    |      | Podgorica    |                |
|             | Verusa                                                            | 25,7  |      | Podgorica    |                |
|             | Matesevo - Kolasin fine tratto in esercizio                       | 41,0  |      | Kolasin      |                |
|             | inizio tratto in progetto                                         |       |      | Kolasin      |                |
|             | Andrijevica                                                       | --    |      | Andrijevica  |                |
|             | Autostrada per la Macedonia del Nord (proposta)                   | --    |      | Andrijevica  |                |
|             | Berane                                                            | --    |      | Berane       |                |
|             | Autostrada per la Bosnia (proposta)                               | --    |      | Bijelo Polje |                |
|             | Slatina - Strada maestra M-5                                      | --    |      | Bijelo Polje |                |
|             | Barriera                                                          | --    |      | Bijelo Polje |                |
|             | Confine tra il Montenegro e la Serbia                             | 165,0 |      | Bijelo Polje |                |